# شوزو تسوگیتانی
شوزو تسوگیتانی (به انگلیسی: Shozo Tsugitani) بازیکن فوتبال اهل ژاپن و عضو تیم ملی فوتبال ژاپن است که در تاریخ ۱۵ اوت ۱۹۶۱ میلادی اولین بازی ملی‌اش را انجام داد. او در ۱۲ بازی ملی حضور داشت و آخرین بازی ملی خود را در تاریخ ۲۷ مارس ۱۹۶۵ میلادی انجام داد. شوزو تسوگیتانی در بازی‌های ملی‌اش
۴ گل به ثمر رساند.